# Un ange à la mer
Pour plus de détails, voir Fiche technique et Distribution.
Un ange à la mer est un film belgo-canadien de Frédéric Dumont. Le film a remporté trois prix en 2009 au Festival international du film de Karlovy Vary (République tchèque).

## Synopsis
Il raconte l'histoire de Louis, un enfant de 12 ans qui vit avec son grand frère et ses parents à Sidi Ifni, une petite ville du sud du Maroc au bord de l'océan. C'est un enfant heureux jusqu'au jour où son père maniaco-dépressif l'appelle dans son bureau pour lui révéler un secret, son intention de s'ôter la vie, qui le bouleversera. Le secret est révélé dans les premières minutes. L'enfant ne le partagera avec personne et le portera jusqu'à la fin. La gaité du début fait place à l'angoisse comme dans le poème des Fleurs du mal (Baudelaire), le fil conducteur du film. Ange plein de gaieté, connaissez-vous l'angoisse, La honte, les remords, les sanglots, les ennuis, Et les vagues terreurs de ces affreuses nuits Qui compriment le cœur comme un papier qu'on froisse ? Ange plein de gaieté, connaissez-vous l'angoisse ?.
Le secret du suicide annoncé, est à première vue le thème principal du film. Mais c'est aussi une allégorie pour traiter avec subtilité du passage de l'enfance à l'âge adulte, de la responsabilité du parent pour l'enfant qui bascule en responsabilité de l'enfant pour le parent.

## Fiche technique
- Scénario et réalisation : Frédéric Dumont
- Photographie : Virginie Saint-Martin
- Montage : Glenn Berman
- Musique : Luc Sicard
- Production : Barbara Shrier, Stéphane Lhoest
- Langue : français
- Format : 1,78:1
- Durée : 86 minutes

## Distribution
- Martin Nissen : Louis
- Anne Consigny : Marie (la mère)
- Olivier Gourmet : Bruno (le père)
- Julien Frison : Quentin
- Pierre-Luc Brillant : Pierre
- Louise Portal : Jacqueline
- Jacques Germain : René
- Saida : Rachida
- Salem : Le chauffeur
- Jamal : Hamed
- Ahmed Saart : Hassan
- Bobker Hilal : L'enseignant
- Khadija : L'infirmière

## Récompenses
- Meilleur film, festival international du film de Karlovy Vary, 2009
- Prix du public, festival international du film de Genève, 2009
- Festival international du film de Palm Springs, 2010 (sélection).